# Carlo Bigatto
Carlo Bigatto (* 29. August 1895 in Balzola; † 16. September 1942 in Turin) war ein italienischer Fußballspieler und -trainer.
Während seiner aktiven Zeit spielte Bigatto im Mittelfeld. Sein Markenzeichen war eine weiß-schwarze Mütze, die an den Seiten bis über die Ohren reichte und die er trug, um seine Haare zu schützen. In einigen Statistiken wird er auch Bigatto I genannt.

## Karriere
Carlo Bigatto begann mit dem Fußballspielen, wie viele seiner späteren Mannschaftskollegen bei Juventus Turin auch, in der Jugendmannschaft des Turiner Collegio “San Giuseppe” und war anfangs Stürmer. Er verbrachte seine gesamte Karriere bei Juventus Turin, für das er von 1913 bis 1931 aktiv war.
Sei Debüt bei Juventus gab Bigatto am 12. Oktober 1913 beim 3:1-Heimsieg gegen Libertas Mailand. Während des Ersten Weltkriegs diente er in der Infanteriebrigade Pinerolo, mit der er an allen Fronten kämpfte.
Nach seiner Rückkehr zur Juve spielte der als Kettenraucher bekannte Carlo Bigatto im zentralen Mittelfeld und half nur noch bei Bedarf im Angriff aus. 1922 wurde er Spielführer der Alten Dame. In der italienischen Nationalmannschaft debütierte Bigatto am 22. März 1925 beim 7:0-Sieg gegen Frankreich. Bis 1927 absolvierte er insgesamt fünf Länderspiele für die Squadra Azzurra, in denen ihm kein Torerfolg gelang. In der Saison 1925/26 gewann Bigatto unter Jenő Károly bzw. József Viola mit Juve nach einem 7:1 im Hin- und einem 5:0 im Rückspiel gegen Alba Rom seine erste italienische Meisterschaft. Der Italiener war dabei Stammkraft im Mittelfeld in der mit Stars der damaligen Zeit, wie Combi, Hirzer oder Munerati gespickten Mannschaft. 1930/31 folgte unter Carlo Carcano sein zweiter Scudetto, jedoch kam Bigatto dabei nur noch einmal zum Einsatz. Nach der Saison, die die Zeit des Quinquennio d’Oro einläutete, beendete der Italiener seine aktive Laufbahn.
Während seiner gesamten Spielerkarriere bestand Bigatto stets darauf, Amateur zu bleiben. Dem Italiener war seine persönliche Freiheit sogar so wichtig, dass er es kategorisch ablehnte, Geld für seine Auftritte anzunehmen, obwohl er am Ende seiner Karriere bereits mit Vollprofis wie Virginio Rosetta zusammenspielte.
Nach Ende seiner aktiven Laufbahn arbeitete Carlo Bigatto für kurze Zeit als Trainer bei Juventus. Ab dem 16. Dezember 1934 ersetzte er den unter dem Druck des faschistischen Regimes wegen seiner Homosexualität entlassenen Carlo Carcano, der die Mannschaft zuvor zu vier italienischen Meisterschaften in Folge geführt hatte. Bigatto gewann zusammen mit Co-Trainer Benedetto Gola mit der Alten Dame 1934/35 erneut den Titel, zwei Zähler vor Ambrosiana-Inter. Zur nächsten Spielzeit folgte ihnen Virginio Rosetta als Trainer.
Carlo Biagatto verstarb am 16. September 1942 im Alter von 47 Jahren in Turin.

## Erfolge
- Italienische Meisterschaft:
  - 1925/26, 1930/31 (als Spieler)
  - 1934/35 (als Trainer)